# Marie-Paule Panza
Marie-Paule Panza (ur. 4 listopada 1960) – francuska judoczka.
Wicemistrzyni świata w 1980. Wicemistrzyni Francji w 1978 roku.